# جيرنوفسك
جيرنوفسك (بالروسية: Жирновск) هي إحدى مدن روسيا في الكيان الفدرالي الروسي فولغوغراد أوبلاست.